# Concertul italian (Bach)
Concertul italian, BWV 971, (titlu original: Concerto nach Italienischem Gusto (Concert după gustul italian), publicat în 1735 ca prima jumătate din Clavier-Übung II (a doua jumătate fiind Uvertura franceză) este un concert în trei părți pentru clavecin solo cu două claviaturi compus de Johann Sebastian Bach. Concertul italian a devenit popular printre lucrările pentru claviatură ale lui Bach, fiind frecvent înregistrat atât cu pian cât și cu clavecin.
Structură:
1. Fără indicație de tempo
2. Andante
3. Presto

Concertul italian are două părți exterioare vioi în Fa major, în stil ritornello, iar partea a doua este în Re minor, relativa minoră a lui Fa major.
Concertul italian se bazează pe rolurile contrastante ale diferitelor grupuri de instrumente dintr-un ansamblu; Bach imită acest efect prin crearea de contraste utilizând claviaturile forte și piano ale clavecinului cu două claviaturi pe parcursul întregii lucrări. De fapt, împreună cu Uvertura franceză și câteva dintre Variațiunile Goldberg, este una din puținele lucrări ale lui Bach care cer obligatoriu un clavecin cu două claviaturi.
Bach a transpus câteva concerte italiene ale lui Vivaldi și altele pentru clavecin solo (BWV 972-987) și pentru orgă solo sau clavecin cu pedale (BWV 592-596).